# Podgaj (województwo lubelskie)
Podgaj – wieś w Polsce położona w województwie lubelskim, w powiecie łukowskim, w gminie Łuków.
Wierni Kościoła rzymskokatolickiego należą do parafii Podwyższenia Krzyża Świętego w Łukowie.
W latach 1975–1998 miejscowość należała administracyjnie do województwa siedleckiego.
Wieś stanowi sołectwo w gminie Łuków. Według danych z 30 czerwca 2013 roku wieś liczyła 93 mieszkańców.